# 敢闘賞
敢闘賞（かんとうしょう）とは、体育や武道などの競技において敢闘精神に富み、全力を尽くした選手等に贈られる賞。相撲では殊勲賞、技能賞と並ぶ三賞のひとつとされる。

## 敢闘賞とは
主に大相撲において優勝と並ぶ三賞のひとつとして定められている賞。転じて、運動会や大会等でも敢闘精神豊かな選手に贈られることが多い。その他、大会等で優勝はしなかったものの参加選手として最も敢闘したり活躍が目立った者に対して、贈られる賞または賛美の言葉としても用いられる。都市対抗野球においては久慈賞（久慈次郎にちなむ）が敢闘賞の意味づけをもち、準優勝チームの選手から選ばれるのが通例である。
また海外でも「ベスト・パフォーマンス賞」のような名称で、敢闘賞に相当する賞が与えられることがある。